# اورتاحصار
اورتاحصار (به ترکی استانبولی: Ortahisar) یک منطقهٔ مسکونی در ترکیه است که در استان ترابزون واقع شده‌است. اورتاحصار ۲۴۳٬۷۳۵ نفر جمعیت دارد و ۵۰ متر بالاتر از سطح دریا واقع شده‌است.